# تلمبه چاه دراز ۵
تلمبه چاه دراز ۵ یک منطقهٔ مسکونی در ایران است که در دهستان گلستان (سیرجان) واقع شده‌است.